# Hormathia castanea
Hormathia castanea är en havsanemonart som först beskrevs av McMurrich 1904.  Hormathia castanea ingår i släktet Hormathia och familjen Hormathiidae. Inga underarter finns listade i Catalogue of Life.